# Mercator-S
Mercator-S je maloprodajni trgovinski lanac na tržištu Srbije, na kojem je prisutan od decembra 2002. godine kada je otvoren prvi prodajni objekat na Novom Beogradu. U okviru kompanije u Srbiji posluju tri maloprodajna lanca: Mercator, Idea i Roda, sa preko 300 maloprodajnih objekata u skoro 100 gradova Srbije, u kojima dnevno kupuje više od 300.000 kupaca. Kompanija Mercator-S danas predstavlja treću kompaniju po veličini ukupnih prihoda u Srbiji i trenutno zapošljava više od 9.000 ljudi, kako se navodi na zvaničnoj internet prezentaciji kompanije.
Mercator-S je deo Fortenova Grupe, s kojim sačinjava jedan od najvećih trgovačkih lanaca u jugoistočnoj Evropi.

## Istorijat
| 1949.           | Osnovana kompanija Živila Ljubljana, koja je kasnije preimenovana u i iz koje se razvio Poslovni sistem d.d. i kasnije .                                                               |
| decembar 2002.  | Otvoren prvi Mercator Centar, sa bogato opremljenim hipermarketom i 60 lokala koji se prostiru na ukupno 52.400 m², kao jedan od prvih modernih tržnih centara u Beogradu.                              |
| oktobar 2006.   | je kupio 76% kapitala kompanije M-Rodić po ceni od 116 miliona evra i tako postao većinski vlasnik Roda hipermarketa. Proces kompletnog preuzimanja kompanije je završen 2009. godine. |
| septembar 2012. | Otvoren kompletno renovirani Centar u Beogradu, sa većim brojem lokala i potpuno reorganizovanim hipermarketom koji se prostire na 8.600 m².                                             |
| jun 2013.       | Agrokor kupuje većinski paket akcija Mercator Group, i počinje proces objedinjavanja maloprodajnih kompanija u vlasništvu Agrokor koncerna u Srbiji.                                                 |

## Brendovi

### 
Mrežu Mercator prodajnih objekata u Srbiji čine 2 prodajna centra:

#### Centar Beograd
Otvoren 2002. godine, kao jedan od prvih modernih tržnih centara u Beogradu, Mercator Centar Beograd se prostire na preko 52.000 m² i u svom sastavu pored Mercator Hipermarketa ima i veliki broj prodavnica i drugih korisnih sadržaja, kao što su pošta, banka, hemijsko čišćenje, frizerski salon i auto-perionica, i ukupno 843 parking mesta za posetioce.
Kompletno je renoviran 2012. godine, povodom 10 godina prisustva Merkatora u Srbiji, kada je broj lokala u objektu povećan sa 60 na 74. U njemu se nalaze prodavnice velikih svetskih brendova, kao što su Alpina, Bata, Springfield, Tom Tailor, DM, Zlatarna Celje, Svilanit, i mnogi drugi.

#### Centar Novi Sad
Otvoren u avgustu 2007. godine, Mercator Centar Novi Sad se nalazi na raskrsnici dva prometna bulevara u Novom Sadu. Na četiri nivoa nalazi se 66 prodavnica različitih tipova robe, hipermarket koji se prostire na 4.300 m² i ima 23 kase, kao i parking za 483 vozila.
Mercator centri u drugim gradovima Srbije (Niš, Čačak) su rebrendirani i postali su Roda megamarketi.

### Idea
Idea maloprodajni objekti postoje na tržištu Srbije od 2005. godine, kada je otvoren prvi objekat Oaza u Beogradu, a kompanija je postala deo Agrokor koncerna.
Trenutno Idea maloprodajna mreža broji skoro 300 objekata Idea i Idea Super u skoro 100 gradova Srbije. Kupcima je na raspolaganju i Idea internet prodavnica, koja korisnicima omogućava naručivanje svih artikala iz Idea asortimana u Beogradu, Nišu i Novom Sadu.
Pored maloprodaje proizvoda domaćih i svetskih proizvođača, Idea već gotovo 10 godina kontinuirano radi na razvijanju svoje trgovačke robne marke K Plus, koja trenutno u asortimanu ima više od 2.000 proizvoda. Brend K Plus je prema istraživanjima agencije GFK jedan je od najprepoznatljivijih brendova u Srbiji.

### Roda
Maloprodajni lanac Roda je započeo poslovanje 1994. godine, otvaranjem svoje prve prodavnice u Kuli. Razvojem svoje mreže megamarketa pre svega u Vojvodini, a zatim i u ostatku Srbije, Roda je uspela da se pozicionira kao prodavnica za velike, porodične kupovine.
Slovenačka  je u oktobru 2006. kupila 76% kapitala kompanije M-Rodić po ceni od 116 miliona evra i tako postala većinski vlasnik Roda hipermarketa. Proces kompletnog preuzimanja kompanije je završen 2009. godine. 
Roda megamarketi je izrastao u maloprodajni lanac sa 33 megamarketa raspoređenih širom Srbije. Danas Roda nudi izbor od preko 40.000 lokalnih proizvoda i proizvoda domaćih i svetskih brendova po povoljnim cenama i uslovima plaćanja.

### Velpro
U sastavu kompanije je i veleprodajna mreža Velpro, sa devet veleprodajnih centara u kojima se svakodnevno snabdeva oko 1300 kupaca, a u asortimanu od preko 12.000 artikala proizvodi iz Srbije zauzimaju preko 70%.

## Spoljašnje veze
- Velpro
- Agrokor koncern Архивирано на веб-сајту  (11. мај 2017)